# Île Covadonga
Covadonga (en espagnol : Isla Covadonga) est une île du Chili dans l'archipel Campana.

## Géographie
Elle se situe au sud du golfe de Penas dans le Sud-Ouest du Chili.

## Histoire
Elle était habitée par les Kawésqars depuis plus de 6 000 ans mais le dernier village de l'île s'est éteint au début du XXIe siècle. 